# 30 Arietis Bb
30 Arietis Bb (abgekürzt auch 30 Ari Bb) ist ein extrasolarer Planet, der den Hauptreihenstern 30 Arietis B im Vierfachsternsystem 30 Arietis in rund 129 Lichtjahren Entfernung von der Sonne im Sternbild Widder umkreist.

## Eigenschaften
Der Planet hat eine Mindestmasse von rund zehn Jupitermassen. Seine tatsächliche Masse ist unbekannt, da auch seine Bahnneigung nicht bekannt ist. Die Umlaufbahn von 30 Arietis Bb um seinen Zentralstern ist diesem nur 0,005 AE (oder 700.000 km) näher als im Vergleich die Umlaufbahn der Erde um die Sonne, doch ist sie viel exzentrischer als die Erdbahn. Im Periastron nähert sich der Planet seinem Zentralstern bis auf 0,708 AE, etwas näher als die Entfernung zwischen Sonne und Venus. Im Apastron entfernt sich 30 Arietis Bb dagegen bis zu 1,283 AE vom Stern, was mehr als die Hälfte des Abstands zwischen den Umlaufbahnen von Erde und Mars ist.

## Entdeckung
Der Gasriese wurde am 27. November 2009 mittels der Radialgeschwindigkeitsmethode durch das Alfred-Jensch-Teleskop der Thüringer Landessternwarte Tautenburg entdeckt.